# بعمرة (طرطوس)
بعمرة قرية تتبع منطقة صافيتا في محافظة طرطوس. توجد في القرية فرقة موسيقية تسمى سنابل بعمرة.